# The Mole People
The Mole People is een Amerikaanse sciencefictionfilm uit 1956. De film werd geregisseerd door Virgil W. Vogel.

## Plot
De film begint met Dr. Frank Baxter, leraar aan de University of Southern California, die de kijker het een en ander vertelt over de film. Hij bespreekt de holle aarde-theorie van John Symmes en Cyrus Teed. Tevens vertelt hij de kijker dat het verhaal in de film slechts een fictieve representatie is van deze onorthodoxe theorie.
De film zelf draait om de archeologen John Agar en Hugh Beaumont, die een ras van albinoachtige wezens vinden die diep in de aarde leven. Ze houden gemuteerde humanoïde mollen als slaven om paddenstoelen te oogsten. De albino’s zijn nakomelingen van de mensen die tijdens de grote overstroming in het oude Mesopotamië ondergronds zijn gevlucht. Indien hun populatie te groot wordt, worden de oudste inwoners geofferd aan het Oog van Ishtar. Dit oog is in werkelijkheid een straal zonlicht van boven dat door een gat naar binnen valt. De albino’s wonen al zo lang ondergronds dat ze overgevoelig zijn geworden voor zonlicht. Alleen een van hen, een vrouw met een normale huidskleur, is bestand tegen het licht. Zij wordt door de anderen gemeden omdat ze anders is.
Aanvankelijk denken de Albino’s dat de twee mannen boodschappers zijn van hun god, Ishtar. Maar nadat een van de archeologen wordt gedood door een molmens beseft de priester, Elinor, dat de twee geen goden zijn. Hij beveelt hen te vangen en steelt hun zaklantaarns om de molmensen mee in bedwang te houden. De zaklampen blijken echter zonder stroom te zitten, en de molmensen komen in opstand. De archeologen en de vrouw kunnen ontsnappen, maar nauwelijks zijn ze uit de grot of een aardbeving zorgt ervoor dat een zuil omvalt en de vrouw verplettert.

## Rolverdeling
| Acteur          | Personage              |
| --------------- | ---------------------- |
| John Agar       | Dr. Roger Bentley      |
| Cynthia Patrick | Adad                   |
| Hugh Beaumont   | Dr. Jud Bellamin       |
| Alan Napier     | Elinu, the High Priest |
| Nestor Paiva    | Prof. Etienne Lafarge  |
| Phil Chambers   | Dr. Paul Stuart        |
| Rodd Redwing    | Nazar                  |

## Achtergrond
De film is vermoedelijk geïnspireerd door de film Superman and the Mole Men uit 1951.
Een clip van de film werd gebruikt in The Wild World of Batwoman. Hierin waren de molmensen wezens gemaakt door de schurk uit die film. “The Mole People” werd bespot in de cultserie Mystery Science Theater 3000.